# Bet Me’ir
Bet Me’ir (hebr. בית מאיר; pol. Dom Meira) – religijny moszaw położony w samorządzie regionu Matte Jehuda, w Dystrykcie Jerozolimy, w Izraelu.
Leży w górach Judzkich w odległości około 11 km na zachód od Jerozolimy, w otoczeniu moszawów Mesillat Cijjon, Tarum, Ta’oz i Eszta’ol oraz wioski Newe Szalom.

## Historia
Pierwotnie w miejscu tym znajdowała się arabska wioska Bajt Mahsir, w której podczas Wojny domowej w Mandacie Palestyny stacjonowały siły arabskich milicje. Atakowały one żydowskie konwoje do Jerozolimy. Aby temu przeciwdziałać, żydowska organizacja paramilitarna Hagana zaatakowała wioskę. Walki trwały przez dwa dni, i 11 maja 1948 Bajt Mahsir została zajęta przez żołnierzy Brygady Harel. W trakcie walk mieszkańcy wioski opuścili swoje domy. Następnie żydowscy żołnierze wysadzili prawie wszystkie domy, aby w ten sposób uniemożliwić powrót arabskich milicji. Na początku wojny o niepodległość w rejonie zniszczonej wioski kończyła się trasa Drogi Birmańskiej prowadzącej do Jerozolimy z pominięciem arabskich pozycji w rejonie Latrun.
Współczesny moszaw został założony w 1950 i nazwany na cześć rabina Meira Bar-Ilana (1880-1949).

## Edukacja
W moszawie znajduje się jesziwa Yeshivat Ohr Yerushalayim, oferująca roczne programy edukacyjne dla studentów głównie ze Stanów Zjednoczonych.

## Gospodarka
Gospodarka moszawu opiera się na rolnictwiem, sadownictwie i uprawach w szklarniach. W 2000 powstała tutaj Winnica Hamasrek Winery.

## Komunikacja
Na północ od wioski przebiega autostrada nr 1  (Tel Awiw–Jerozolima), brak jednak bezpośredniego wjazdu na nią. Z moszawu wychodzi droga nr 3955 , którą jadąc na wschód dojeżdża się do moszawów Shoresh i Sho’eva.